# Arschlochwinkel

Ausschnitt einer Karte des Alpenvereins von 1915 mit dem Arschlochwinkel

Der Arschlochwinkel, auch Arschlochwinkl geschrieben, ist ein Wander- und Klettergebiet am Fuße des Dachsteinmassivs im Salzkammergut in Österreich.

## Lage und Namensgebung
Der Arschlochwinkel liegt südlich des Hallstätter Sees, am Nordhang des Dachsteins, im Süden des Hallstätter Zwölferkogel (1979 m), auf einer Höhe von etwa 1800 m. 300 m südlich des Arschlochwinkels liegt der Brenntenkogl oder Wandeln (1932 m).
Der Legende nach entstand der Name Arschlochwinkel gegen Ende des 19. Jahrhunderts, als erstmals Landvermesser der k. u. k. Monarchie das Dachsteingebiet kartografierten. Bei der topographischen Landesaufnahme war es eine wichtige Aufgabe, neben der Vermessung des Geländes möglichst auch alle Namen von Landschaftsteilen (Flurnamen) und Siedlungsobjekten mit zu erfassen und in die topografischen Karten einzutragen. Viele dieser Punkte waren jedoch auch bei den Einheimischen namenlos. Durch die ständige Fragerei der Fremden genervt, sollen sich die Einheimischen einen Spaß daraus gemacht haben, Namen zu erfinden, die dann von den Landvermessern übernommen wurden.
Der Name Arschlochwinkel findet sich mittlerweile fast nur noch auf älteren Karten des Dachsteingebirges und einigen Wanderkarten.